# Serrat de Gabandé
El Serrat de Gabandé és una muntanya de 1.243 metres que es troba al municipi de Coll de Nargó, a la comarca de l'Alt Urgell.